# Książę Richmond

## Informacje ogólne
- od 1623 r. książę Richmond jest jednocześnie księciem Lennox
- od 1876 r. książę Richmond i Lennox jest jednocześnie księciem Gordon
- dodatkowymi tytułami księcia Richmond, Lennox i Gordon są
  - hrabia Marchii (od 1675 r.)
  - hrabia Darnley (od 1675 r.)
  - hrabia Kinrary (od 1876 r.)
  - baron Settrington (od 1675 r.)
  - baron Torbolton (od 1675 r.)
- najstarszy syn księcia Richmond, Lennox i Gordon nosi tytuł hrabiego Marchii i Kinrary
- najstarszy syn hrabiego Marchii i Kinrary nosi tytuł barona Settrington
- rodowa siedziba książąt Richmond, Lennox i Gordon mieści się w Goodwood House niedaleko Chichesteru w Zachodnim Sussex.

## Lista książąt
Książęta Richmond i Somerset 1. kreacji (parostwo Anglii)
- 1525–1536: Henryk FitzRoy, 1. książę Richmond i Somerset

Książęta Richmond i Lennox 1. kreacji (parostwo Anglii)
- 1623–1623: Ludwik Stewart, 2. książę Lennox i 1. książę Richmond

Książęta Richmond i Lennox 2. kreacji (parostwo Anglii)
- 1641–1655: James Stewart, 4. książę Lennox i 1. książę Richmond
- 1655–1660: Esme Stewart, 5. książę Lennox i 2. książę Richmond
- 1660–1672: Charles Stewart, 6. książę Lennox i 3. książę Richmond

Książęta Richmond i Lennox 3. kreacji (parostwo Anglii)
- 1675–1723: Charles Lennox, 1. książę Richmond i 1. książę Lennox
- 1723–1750: Charles Lennox, 2. książę Richmond i 2. książę Lennox
- 1750–1806: Charles Lennox, 3. książę Richmond i 3. książę Lennox
- 1806–1819: Charles Lennox, 4. książę Richmond i 4. książę Lennox
- 1819–1860: Charles Gordon-Lennox, 5. książę Richmond i 5. książę Lennox
- 1860–1903: Charles Henry Gordon-Lennox, 6. książę Richmond, 6. książę Lennox i 1. książę Gordon
- 1903–1928: Charles Henry Gordon-Lennox, 7. książę Richmond, 7. książę Lennox i 2. książę Gordon
- 1928–1935: Charles Henry Gordon-Lennox, 8. książę Richmond, 8. książę Lennox i 3. książę Gordon
- 1935–1989: Frederick Charles Gordon-Lennox, 9. książę Richmond, 9. książę Lennox i 4. książę Gordon
- 1989–2017: Charles Henry Gordon-Lennox, 10. książę Richmond, 10. książę Lennox i 5. książę Gordon
- 2017–: Charles Henry Gordon-Lennox, 11. książę Richmond, 11. książę Lennox, 11. książę Aubigny i 6. książę Gordon

Następca 11. księcia Richmond: Charles Henry Gordon-Lennox, hrabia Marchii i Kinrary